# Кумарапала Соланка
Кумарапала (гудж. કુમારપાળ; д/н — 1172) — 8-й магараджахіраджа держави Гуджара в 1143—1172 роках. Зумів максимально розширити володіння. Ім'я перекладається як «Хлопчик-захисник».

## Життєпис

### Молоді роки
Походив з династії Соланка (Чаулук'я). Прапраонук магараджахіраджи Бгіми I. Його прадіда Гаріпалу (сина від та наложниці Бакуладеві) була заслано зведеним братом Карнадевою до Дадістхалі, де той отримав володіння та статус раджи. Дід Девапрасада помер на початку панування магараджахіраджи Джаясімхи, після чого той взяв Трібгуванпалу, сина Девапрасади, на виховання. Кумарапала бувсином Трібгуванпали. Народився в Дадістхалі.
Після смерті батька став раджою Дадістхалі. Його брат Кіртіпала обрав військову кар'єру у військ магараджи Джаясімхи. Ймовірно до кінця панування останнього став висловлювати політичні амбіції, мріючи про трон. Внаслідок цього за підтримки джайнського вченого Гемачандри вимушен був тікати до Малави. Після смерті Джаясімхи повернувся до Гуджари, де за допомогою свого швагера Крішнаадеви зайняв трон, змусивши змиритися прихильників Сомешвари (онука Джаясімхи від доньки).

### Володарювання
Невдовзі розкрив змову аматів (міністрів), що намагалися повалити його і звести на трон Сомешвару. На підтримку останніх виступив Арнораджа Чаухан, магараджа Сакамбхарі й батько Сомешвари. Його підтримав також Чахада (знаний також як Бахада або Чарубхатта), названий син магараджи Джаясімхи, який підняв повстання. Але Кумарапала зумів завдати поразки ворогам, внаслідок чого Чахаду було схоплено, а Арнораджа вимушен був укласти мирний договір, за яким було влаштовано шлюб між Кумарапалою та Джагланою, донькою Арнораджи, а Деваладеві — сестра Кумарапали — стала дружиною Арнораджи.
За цим вступив у конфлікт з Крішнадевою, якого наказав осліпити. Зрештою змусив усіх сановників та військовиків безостережно собі підкорятися. Активно підтримував джайнів, багато з яких стали його аматами.
1143/1144 року виступив проти Баллали, що захопив владу в Малаві після смерті магараджи Джаявармана I Парамара захопив владу в державі. Втім перша військова кампанія виявилася невдалою.
Близько 1145 року повалив Вікрасімху Парамара, магараджу Арбуди, що вступив у змову з Арнораджею проти Кумарапали. Новим магараджею Арбуди поставив небожа поваленого — Яшодхавалу. Тогож року допоміг Катукараджи Чаухану повалити свого родича Раяпалу і стати магараджею Наддули. Натомість Катукараджа визнав зверхність Кумарапали. Потім переміг Кавата Чудасама, магараджу Саураштри. Зцього часу династія Чудасама перебувала в статусі саманти (васала) династія Соланка.
Близько 1150 року виступив проти магараджа Арнораджи Чаухана, який став переслідувати дажйнів в своїй державі, на що поскаржизалася Деваладеві, сестра Кумарапали. За іншими відомостями Арнораджа спробував атакувати володіння Соланка за відсутності Кумарапали. Останній завдав супротивникові тяжкої поразки, пограбувавши значну частину держави Сакамбхарі. В будь-якому разі написи свідчать про перемогу Кумарапали. Близько 1151 року під час другої військової кампанії вдалося перемогти Баллалу, що загинув, та захопити значну частину Малави.
Невдовзі за цим новий магараджа Сакамбхарі Віґрахараджа IV виступив проти Кумарапали, перемігши Саджану, раджу Чітракута, що був самантою Кумарапали. Останній в цей час тримав в облозі фортецю Нагаур, де панував клан Сесодія, що повстав. За цим ворог змусив Алганадеву Чаухана, магараджу Наддула і васала Кумарапали, визнати свою зверхність. Але у 1156 році Кумарапала відновив зверхність над Наддулою, де поставив свого дандапаті (намісника) Вайджаладеву (Вайджака). Лише 1161 року, зміцнивши тут владу, передав Наддулу Алганадеві.
Десь в цей час навертається до джайнізму. Кумарапала заборонив забій тварин, алкоголь, азартні ігри та подружню зраду. Разом з тим продовжив політику попередників, підтримуючи інші релігії, насамперед шиваїстів.

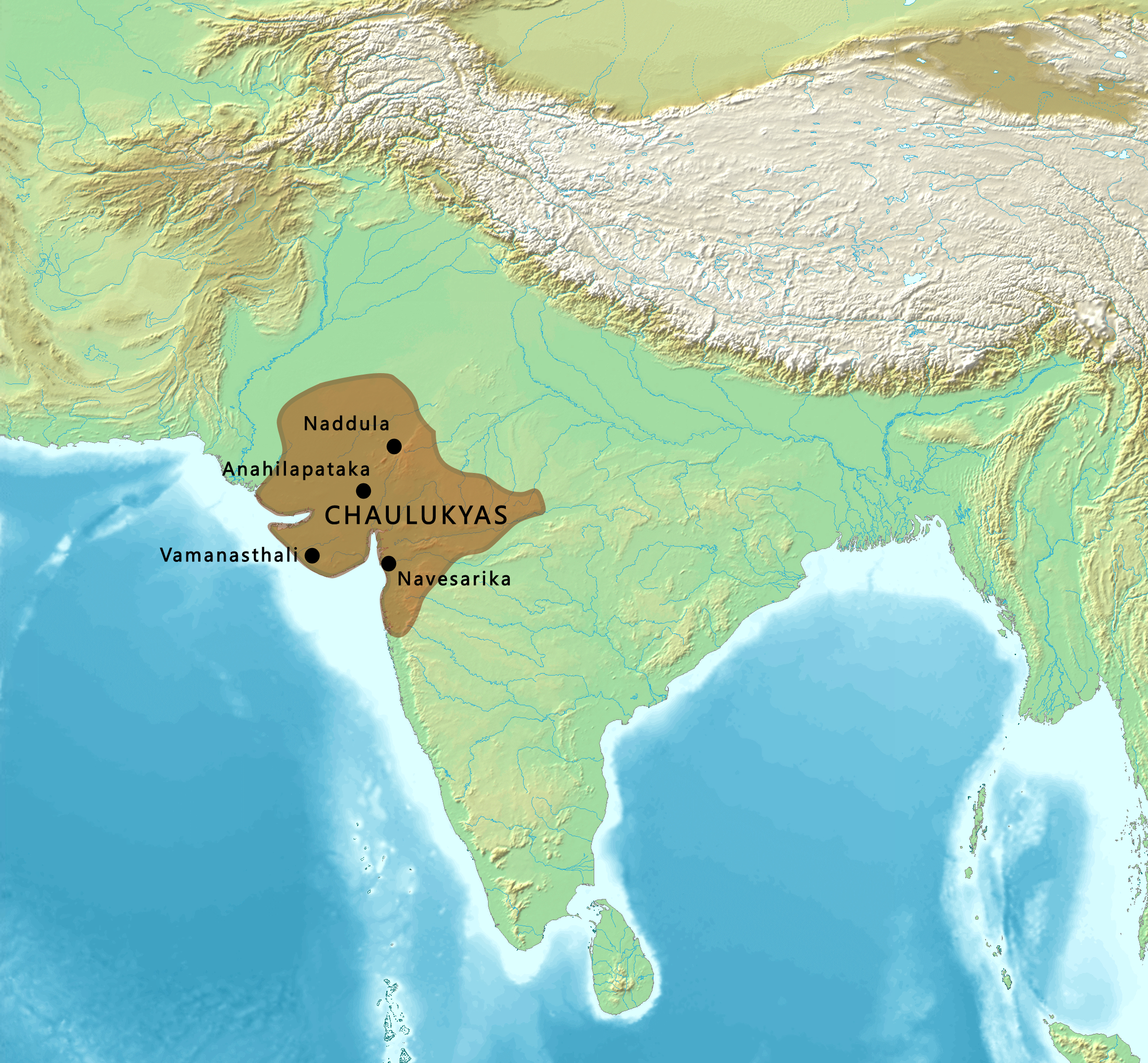
Держава Гуджара на момент смерті Кумарапали

Близько 1162 року відправив війська проти Маллікарджуни Шалигара, магараджи держави Конкана (на узбережжі Аравійського моря), якого було переможено, а його володіння приєднано до держави Гуджара.
До кінця панував його володіння охоплювали від Чітракута і Джайсалмера на півночі до Віндх'ї і річки Тапті на півдні, на заході — охоплював півострови Каччу і Саураштру; на сході — досягав Відіші.
Помер 1172 року. Йому спадкував син Аджаяпала.

## Будівництво
За його панування було зведено багато брагманських й джайнськиї храмів, насамперед в столиці Анахілапатаці, зокрема брагманський Кумарапалешвар та джайнські — Кумаравіхару, присвячену Паршванату, яка мала 24 девкуліки (святині); Трівіхару та Трібхувана-віхару (1160 рік)на честь свого батька, яка мала 72 девкуліки та була присвячена Немінаті. Також зведено храм Аджинатхи в храмовому центрі джайністів Таранга. Він також побудував храми в кількох місцях, багато з яких були місцями паломництва джайнів: Шатрунджая, Арбудагірі, Стамбхатиртха, Прабха.
Також було зведено храм Кайлашмеру у Сомнатхі (1169 рік), що став найвеличнішим і найкрасивішим свого часу, азразком цього — храм в місті Палі. За наказом Кумарапали було відремонтувано храм Кедарешвар в Анахілапатаці.